# Perry Green
Perry Green (ur. ok. 1936) – amerykański profesjonalny pokerzysta, zwycięzca trzech bransoletek World Series of Poker, dwa razy grał również na stole finałowym podczas turnieju głównego.

## Kariera
Green zajmował się futrzarstwem w swoim rodzinnym mieście. W pokera zaczął grać na początku lat 70. W 1976 wygrał swoją pierwszą bransoletkę podczas turnieju $1000 Ace to Five Draw. W następnym roku wygrał turniej $500 Ace to Five. swoją trzecią bransoletkę wygrał w 1979 w $1,500 No Limit Texas Hold’em, gdzie pokonał Jima Bechtela w grze jeden na jednego.
Jego największą wygraną w jednym turnieju jest $150.000 za drugie miejsce podczas World Series of Poker 1981 Main Event, gdzie został pokonany przez broniącego tytułu Stu Ungara. Dziesięć lat później również znalazł się na stole finałowym, kończąc ostatecznie grę na piątej pozycji.
Green nadal jest aktywnym graczem, podczas WSOP 2010 zajął ósme miejsce w turnieju $5000 Pot-limit Omaha Hi-Lo.
W 2009, jego wygrane w turniejach przekroczyły $900.000, z czego $569,359 w turniejach z cyklu WSOP.

## Bransoletki World Series of Poker
| Rok  | Turniej                       | Wygrana (USD) |
| ---- | ----------------------------- | ------------- |
| 1976 | $1,000 Ace to Five Draw       | $68,300       |
| 1977 | $500 Ace to Five draw         | $10,000       |
| 1979 | $1,500 No Limit Texas Hold’em | $76,500       |